# Llorenç de Pierfrancesco de Mèdici
Llorenç de Pierfrancesco de Mèdici', anomenat Il Popolano, (en italià: Lorenzo di Pierfrancesco de' Medici) (Florència, República de Florència 1463 - íd. 1503) fou un banquer i poltíci de la família Mèdici.

## Orígens familiars
Va néixer el 4 d'agost de 1463 a la ciutat de Florència sent el fill primogènit de Pierfrancesco de Llorenç de Mèdici i Laudomia Acciajuoli. Fou net per línia paterna de Llorenç de Mèdici el Vell i Ginevra Cavalcanti. Fou germà de Giovanni de Mèdici.

## Vida
A la mort del seu pare, fet ocorregut el març de 1469, fou tutoritzat juntament amb el seu germà per Llorenç el Magnífic, i va estudiar al costat de figures com Marsilio Ficino i Agnolo Poliziano.
El 1483 inicià la seva carrera diplomàtica representant la República de Florència davant el Regne de França. Posteriorment la relació amb Llorenç el Magnífic es deteriorà per motius econòmics, ja que aquest es negà a retornar el patrimoni de Llorenç i el seu germà. A la mort del Magnífic es posicionà en la facció contrària del seu successor, Pere II de Mèdici, sent exiliat de la ciutat el 1494. Després de la invasió de la península Itàlica realitzada per Carles VIII de França aquell mateix any aconseguí retornar a Florència. En aquesta ciutat donà suport a Girolamo Savonarola, el qual havia instaurat una autèntica república i havia expulsat Pere II del poder. Fou Savonarola qui li donà l'apel·latiu de Il Populano (en català: "el Popular").
A la mort de Savonarola fou un dels candidats a rebre el control de la República, si bé refusà l'oferiment. Morí el 20 de maig de 1503 en aquesta ciutat.

## Núpcies i descendents
Es casà el 1484 amb Semiramide Appiani, filla de Jaume III Appiani d'Aragona i Battistina Campofregoso. D'aquesta unió nasqueren:
- Pierfrancesco de Mèdici (1487-1525), pare de Lorenzino de Mèdici
- Ginevra de Mèdici

El seu net Lorenzino de Mèdici (1514-1548) fou l'assassí del duc Alexandre de Mèdici, últim governant de la República de Florència de la branca principal dels Mèdici. A la seva mort, el poder passà al seu renebot Cosme I de Mèdici.

## Patró de les Arts
Lorenzo es va convertir en un dels més destacats mecenes del Renaixement, sent considerat per molts com l'hereu cultural de Llorenç el Magnífic. Protegí artistes de la talla de Sandro Botticelli, Michelangelo Buonarroti, Filippino Lippi, Bartolomeo Scala, i el 1494 va fundar un taller de ceràmica a la Vil·la Mèdici de Cafaggiolo.
Llorenç il Popolano és conegut per haver encarregat a Sandro Botticelli dues de les seves obres més importants, l'Al·legoria de la primavera i El naixement de Venus, aquesta última una de les més famoses pintures del Renaixement.